# HTV-1
Chronologie
HTV-2 (en)
Kounotori 2
HTV-1, aussi désigné sous le nom de HTV Demonstration Flight ou HTV Technical Demonstration Vehicle, est le premier vol de ravitaillement du cargo de ravitaillement H-II Transfer Vehicule de la JAXA vers la Station spatiale internationale, plus précisément le module Kibō. Le cargo a décollé depuis le centre spatial Tanegashima avec succès le 11 septembre 2009, à bord du lanceur H-IIB.

## Déroulement de la mission
La mission du cargo n’est pas seulement une mission de ravitaillement, mais aussi d’essai du véhicule pour sa mise en service.

### Décollage
Le cargo a été lancé par une fusée H-IIB sur le pas de tir LA-Y de la base de lancement japonaise Tanegashima (en japonais : 種子島宇宙センター, Tanegashima uchū sentā). Le décollage a eu lieu le 11 septembre 2009 à 2:01 a.m. JST.

### Amarrage à la station
À 18 septembre 2009 4h51 (Heure du Japon), le bras Canadarm 2 de la station agrippe le cargo, et à 7h27 (Heure de Japon), le cargo s’amarre au module Harmony de la station. Les frets sont chargés dans la station, et le cargo sert ensuite de poubelle.

### Détachement de la station et désintégration
Le 31 octobre 2009 à 0h02 (Heure de Japon), la déconnexion est effectuée, et le cargo est séparé de la station à 2h32. La première manœuvre de désorbitation a eu lieu le premier novembre à 23 h 55 (Heure du Japon), et la fin de la manœuvre à 0h03. La seconde a eu lieu à 1 h 25 et la troisième à 5 h 53, et s’achève à 6 h 01. La mission s’est conclue à 6 h 26 quand le cargo s’est désintégré à 120 km au-dessus de la Nouvelle-Zélande.

## Charge utile
| Charges utiles PLC                                               | Charges utiles ULC |
| ---------------------------------------------------------------- | --- |
| Sept racks de réapprovisionnement HTV (HRR)                      | SMILES : Sondeur supraconducteur à émission de membres à inonduite submilimétrique                                                                             |
| Un rack de réapprovisionnement de rangement sous pression (PSRR) | HREP: Imageur hyperspectral pour l'océan côtier (HICO) et charge utile expérimentale du système de détection atmosphérique et ionosphérique à distance (RAIDS) |

## Galerie

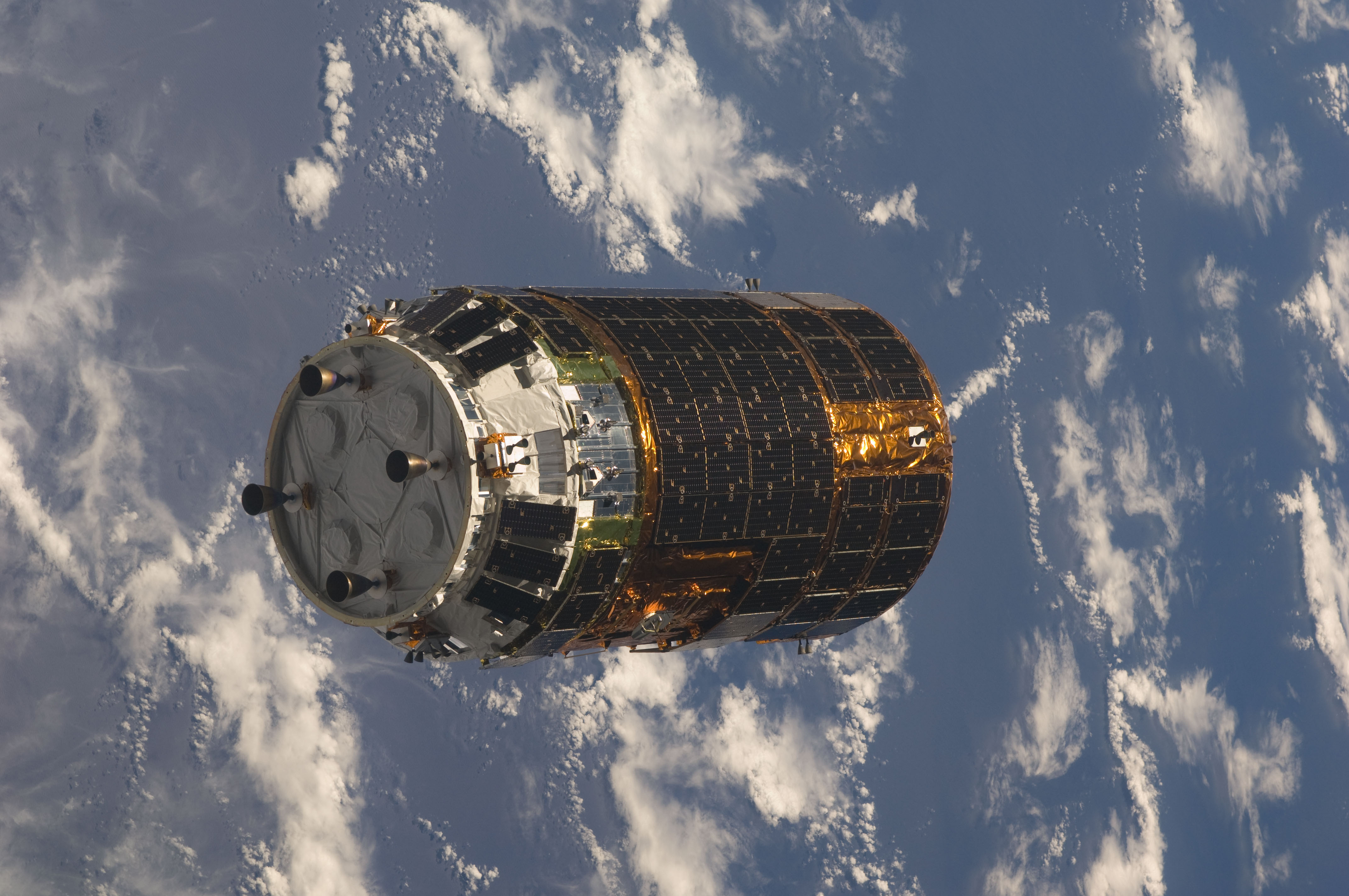
Le cargo en approche de la station.
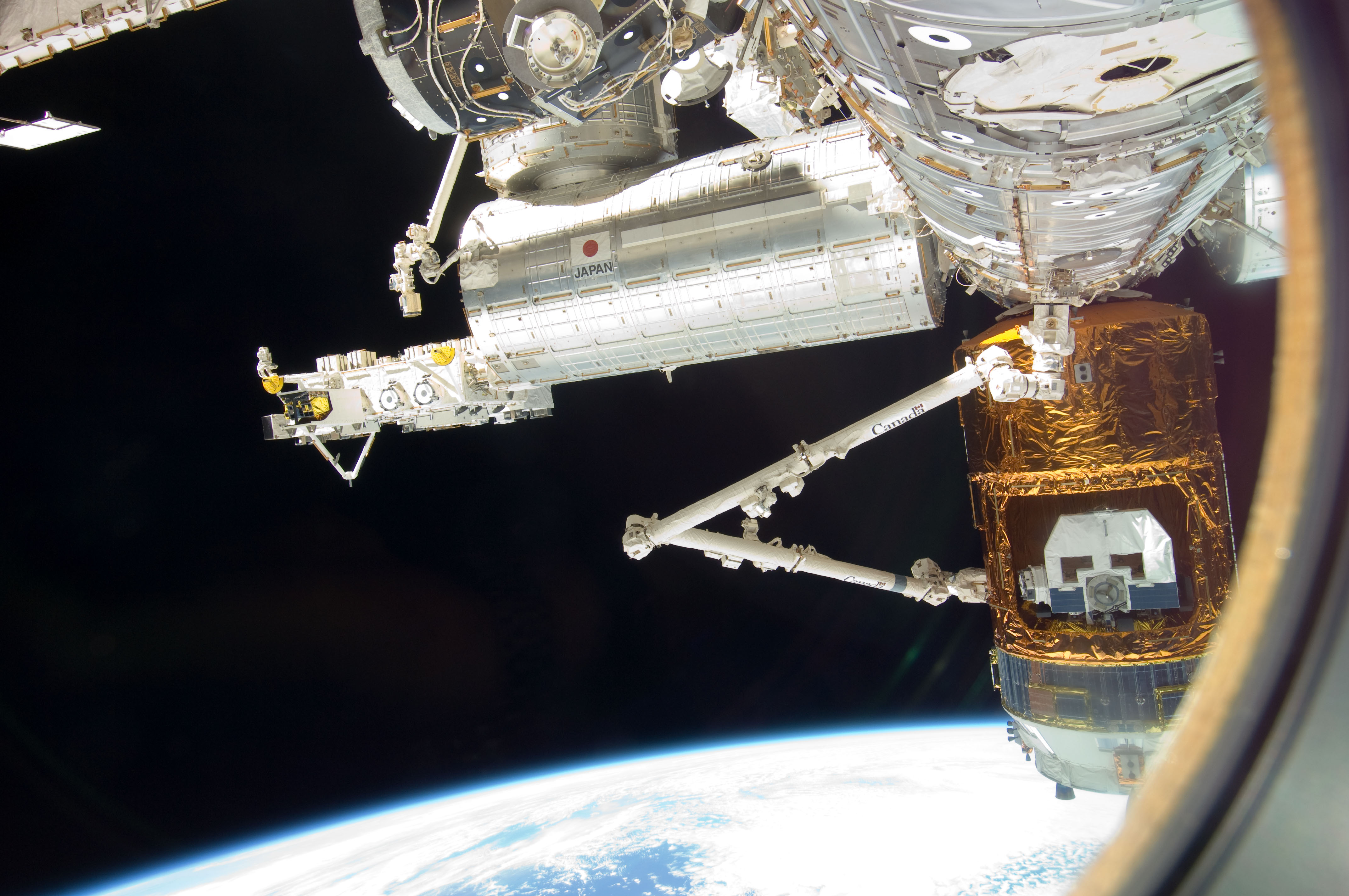
Préparation du cargo avant le désamarrage.
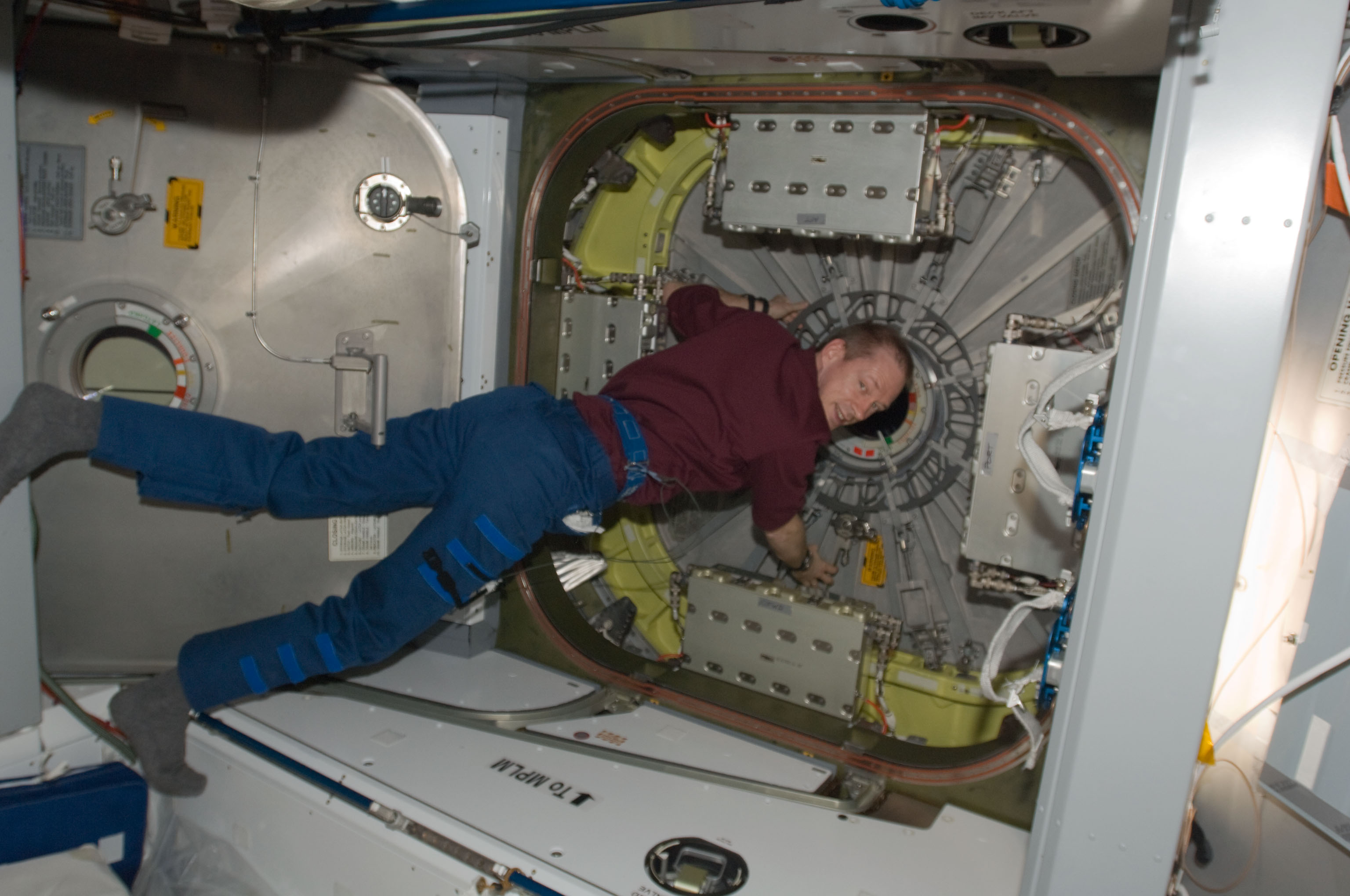
Frank De Winne refermant l’écoutille du cargo.